# Euthynai
Le mot euthynai (en grec ancien εὑθύναι, euthyna au singulier), ou reddition des comptes, désigne les procédures de contrôle des magistratures de la démocratie athénienne, dans l'antiquité. C'est le contrôle le plus poussé pour un magistrat, il est exercé à la fin de son mandat. L’euthyna s'applique non seulement aux magistrats mais également aux Athéniens ayant un quelconque rapport avec les finances de la cité, comme les prêtres ou les ambassadeurs,.

## Procédure

### Le contrôle financier et administratif
On procédait d'abord au contrôle de la gestion financière et administrative pour vérifier les écritures de tous les fonctionnaires comptables. Cette vérification partielle et provisoire était exercée par des auditeurs des comptes appelés logistes (λογισταί, en français "calculateurs"), au nombre de 30 au Ve siècle av. J.-C. ; ils étaient 10 au IVe siècle av. J.-C. et étaient tirés au sort à chaque prytanie; ils étaient assistés par 10 assesseurs, appelés synégores (συνήγοροι) ou procureurs. Ils traitaient plus d'un millier de cas par an, et les magistrats sortants ne pouvaient pas quitter le territoire de l'Attique tant que les vérifications n'étaient pas achevées. Il ne s'agissait pas seulement de vérifier la conformité des comptes avec les documents officiels, mais également de demander aux fonctionnaires intéressés toute justification nécessaire. Si l'enquête révélait un acte délictueux ou répréhensible, les logistes chargeaient les synégores de prendre telles conclusions que de droit. Une incrimination pouvait déboucher sur une action de détournement de fonds publics (en grec κλοπῆς δημοσίων χρημάτων), de vénalité (δώρων) ou même de Forfaiture (ἀδικίου). Si au contraire la comptabilité était en règle, logistes et synégores dressaient un certificat d'apurement qui était transmis au tribunal : c'était en définitive son jury composé d'au moins 501 membres qui avait le dernier mot.

### La reddition des comptes proprement dite
Mais tout magistrat, même dégagé de toute poursuite pour sa gestion financière, demeurait responsable de sa gestion au sens le plus large. Chaque citoyen pouvait engager une procédure civile ou criminelle contre un magistrat sortant. Pour ce faire, dans les trois jours qui suivaient le contrôle financier et administratif, il lui suffisait d'aller consulter l’euthyne qui siégeait, aux heures du marché, devant la statue du héros éponyme de sa tribu. S'il estimait la plainte pertinente, l’euthyne pouvait faire saisir les tribunaux : une affaire privée était soumise aux juges des dèmes, une affaire publique, inscrite au bureau des thesmothètes,.
 La procédure de la reddition des comptes pour les stratèges ne pouvait intervenir qu'après la fin de leurs pouvoirs, devant les seuls thesmothètes. 

La mise en place de la reddition des comptes fut fortement encouragée par le philosophe Platon, notamment dans ses livres VI et VIII de la République.